# تيري نوغينت
تيري نوغينت هو سياسي كندي، ولد في 9 ديسمبر 1920 في كندا، وتوفي في 13 أبريل 2006. حزبياً، نشط في الحزب الكندي التقدمي المحافظ. وقد انتخب عضو مجلس العموم الكندي.